# Сильверстольпе, Магдалена
Магдалена София «Малла» Сильверстольпе, урождённая Монтгомери (швед. Malla Silfverstolpe; 8 февраля 1782 года — 17 января 1861 года) — шведская писательница и хозяйка шведского салона. Её дом в Уппсале долгое время был местом встреч выдающихся писателей, композиторов и шведской интеллигенции XIX века. Её дневники, публиковавшиеся в 1908—1911 годах, дают читателям возможность познакомиться с жизнью интеллигенции её круга.

## Биография
Отец Маллы, Роберт Монтгомери, был призван во французскую армию в 1754 году, а в 1777 году получил звание полковника. Служа в графстве Nyland и Tavastehus, современной Финляндии, он в 1781 году женился на Карлотте Рюдбек (Charlotte Rudbeck). В апреле 1782 года его жена скончалась через два месяца после того, как у них родилась дочь. После этого, в 1783 году, Монтгомери уехал с дочерью в Швецию. Там Монтгомери пользовался расположением короля Густава III, однако в 1789 году был приговорён к смерти за участие в заговоре Аньяльского союза (политическая группа офицеров шведской армии, выступившая в 1788 году против абсолютизма короля Густава III). Приговор не был приведён в исполнение, и он оставался в тюрьме до освобождения в 1793 году. В годы его заключения воспитанием дочери занималась бабушка по материнской линии.
В 1807 году Малла вышла замуж за полковника шведского Генерального штаба Давида Гудмунда Сильверстольпе (David Gudmund Silfverstolpe). Брак не был счастливым, муж страдал от повторяющихся колик селезёнки. Супруги в 1812 году переехали в Уппсалу, а в 1819 Малла овдовела.
В 1820 году Малла Сильверстольпе, по примеру выдающихся женщин Парижа, организовала свой пятничный салон. Салон посещали известные деятели шведской науки, литературы и культуры Швеции. Там она принимала также влиятельных иностранных деятелей. На протяжении десятилетий её салон был центром притяжения шведской интеллигенции. Одновременно хозяйка салона занималась благотворительной деятельностью.
С 1822 года, после настойчивых просьб её друзей, Малла начала писать дневники и мемуары. Отрывки из них были напечатаны в четырёх частях с 1908 по 1911 год, их второе издание было опубликовано в 1914 году. Мемуары богаты личными и историческими деталями, описаниями известных автору современников. Среди описанных ею людей были: Карл Юнас Альмквист, Пер Даниель Амадеус Аттербум, Эрик Густав Гейер, Линдблад, Андерс Фредрик Шёльдебранд, Эсайас Тегнер, Иоганн Олоф Валлин.
Современники Маллы (Atterbom, Geijer и Wallin) посвящали ей стихи. Её именем в муниципалитете Соллентун названа школа — Malla Silfverstolpes väg.